# Radio Moscow
Radio Moscow ist eine US-amerikanische Rockband aus Story City, Story County, Iowa. Der Klang dieser Band erinnert an Psychedelic-Rock-Vorreiter wie Jimi Hendrix, Cream, aber auch an die Pioniere des Heavy Metal, Black Sabbath. Gegründet wurde Radio Moscow im Jahre 2003 von Gitarrist Parker Griggs und Bassist Zach Anderson mit der Unterstützung und Förderung der befreundeten Band The Black Keys. Der Song „Luckydutch“ wurde im 2009 erschienenen Film The Goods verwendet.

## Diskografie
- Radio Moscow (2007)
- Brain Cycles (2009)
- The Great Escape of Leslie Magnafuzz (2011)
- 3 & 3 Quarters (2012)
- Magical Dirt (2014)
- New Beginnings (2017)

## Verweise
- Radio Moscow (Story City, Iowa). Radio Moscow, abgerufen am 23. März 2009.
- Radio Moscow. MySpace, abgerufen am 23. März 2009.
- Stewart Mason: Radio Moscow > Biography. allmusic, abgerufen am 23. März 2009.